# Liste der Kulturdenkmale in Niederplanitz
Die Liste der Kulturdenkmale in Niederplanitz enthält die in der amtlichen Denkmalliste des Landesamtes für Denkmalpflege Sachsen ausgewiesenen Kulturdenkmale im Zwickauer Ortsteil Niederplanitz.

## Legende
- Bild: Bild des Kulturdenkmals, ggf. zusätzlich mit einem Link zu weiteren Fotos des Kulturdenkmals im Medienarchiv Wikimedia Commons. Wenn man auf das Kamerasymbol klickt, können Fotos zu Kulturdenkmalen aus dieser Liste hochgeladen werden:
- Bezeichnung: Denkmalgeschützte Objekte und ggf. Bauwerksname des Kulturdenkmals
- Lage: Straßenname und Hausnummer oder Flurstücknummer des Kulturdenkmals. Die Grundsortierung der Liste erfolgt nach dieser Adresse. Der Link (Karte) führt zu verschiedenen Kartendiensten mit der Position des Kulturdenkmals. Fehlt dieser Link, wurden die Koordinaten noch nicht eingetragen. Sind diese bekannt, können sie über ein Tool mit einer Kartenansicht einfach nachgetragen werden. In dieser Kartenansicht sind Kulturdenkmale ohne Koordinaten mit einem roten bzw. orangen Marker dargestellt und können durch Verschieben auf die richtige Position in der Karte mit Koordinaten versehen werden. Kulturdenkmale ohne Bild sind an einem blauen bzw. roten Marker erkennbar.
- Datierung: Baubeginn, Fertigstellung, Datum der Erstnennung oder grobe zeitliche Einordnung entsprechend des Eintrags in der sächsischen Denkmaldatenbank
- Beschreibung: Kurzcharakteristik des Kulturdenkmals entsprechend des Eintrags in der sächsischen Denkmaldatenbank, ggf. ergänzt durch die dort nur selten veröffentlichten Erfassungstexte oder zusätzliche Informationen
- ID: Vom Landesamt für Denkmalpflege Sachsen vergebene, das Kulturdenkmal eindeutig identifizierende Objekt-Nummer. Der Link führt zum PDF-Denkmaldokument des Landesamtes für Denkmalpflege Sachsen. Bei ehemaligen Kulturdenkmalen können die Objektnummern unbekannt sein und deshalb fehlen bzw. die Links von aus der Datenbank entfernten Objektnummern ins Leere führen. Ein ggf. vorhandenes Icon  führt zu den Angaben des Kulturdenkmals bei Wikidata.

## Niederplanitz
| Bild                                    | Bezeichnung | Lage                                               | Datierung                                               | Beschreibung | ID       |
| --------------------------------------- | --- | -------------------------------------------------- | ------------------------------------------------------- | --- | -------- |
| Direkt Bild zu diesem Denkmal hochladen | Mietshaus in Ecklage in offener Bebauung | Adam-Ries-Straße 4 (Karte)                         | bez. 1908                                               | Schlichter zeittypischer Putzbau von großer städtebaulicher sowie baugeschichtlicher Bedeutung. Zweigeschossiger Putzbau mit hohem Sockelgeschoss, dieses teilweise mit Natursteinverblendung, verbrochene Ecke mit kleinem zweiachsigem Dacherker mit Walmdach, diese flankiert von zwei Seitenrisaliten mit geschweiften Giebelaufbauten in Jugendstilmanier, original erhaltene Haustür sowie geätzte Gläser in den Treppenhausfenstern – diese allerdings alle vorbildgerecht erneuert, Segmentbogenfenster im Erdgeschoss und im Eckbereich des Dachgeschoss, Rechteckfenster im Obergeschoss, Fensteröffnungen unterscheiden sich durch Größe und Anordnungen sowie Form voneinander, an der Längsseite zur Adam-Ries-Straße kleiner polygonaler Erker, ab 1. Obergeschoss in das Dachgeschoss hineinreichend, mit Welscher Haube abschließend, links daneben massive Gaube mit gekoppeltem Drillingsfenster, mittig überhöht, und Krüppelwalmdach, Mansarddach, Fassade zurückhaltend dekoriert durch Zierfachwerk sowie Putz-Stuck-Dekorationen u. a. mit Köpfen sowie floralen Motiven, bezeichnet 1908, Schieferdeckung, an der Ostseite hölzerner zweigeschossiger Verandavorbau, im Inneren Wohnungseingangstüren, Treppenhaus und Grundrissstrukturen erhalten, Sanierung 1997. | 09231069 |
| Direkt Bild zu diesem Denkmal hochladen | Mietshaus in Ecklage | Adam-Ries-Straße 9 (Karte)                         | 1907                                                    | Ehemals mit Laden, schlichter Putzbau von städtebaulichem Wert. Dreigeschossiger Putzbau, 4 × 6 Achsen, Ecke halbrund, turmartig vorgebaut, Turmhelm geschweiftes Pyramidendach, Eckturm flankiert von zwei Seitenrisaliten, diese im stumpfen Winkel anschließend, Fachwerk im Dachgeschoss, Fenster im Erdgeschoss mit Segmentbogen, Obergeschoss Rechteckfenster, Wechsel zwischen Glatt- und Rauhputzflächen, ehem. Ladeneingang zurückliegend mit Differenzstufen im Eckbereich, beidseitig Schaufenster, Hauseingang an der Südseite, Streichung für kommende Jahre vorsehen: Fassade vereinfacht, insbesondere an der Ecke, Fenster nicht vorbildgerecht erneuert, Denkmalwert an sich schon sehr gering. | 09231070 |
| Weitere Bilder                          | Maschinenhäuser I, II und III des neuen Alexanderschachtes, bis 2017 Turnhalle und Verwaltungsgebäude. | Am Biel 1 (Karte)                                  | 1895                                                    | Als Reste einer Bergbauanlage von großer stadtgeschichtlicher sowie technikgeschichtlicher Bedeutung. Der neue Alexanderschacht wurde von 1896 bis 1899 abgeteuft. 1899 hatte er eine Teufe von 219 m erreicht. Dieser Schacht entwickelte sich nach seiner Fertigstellung zum Hauptförderschacht der von Arnim’schen Steinkohlewerke. Er war querschlägig mit dem alten Alexanderschacht und später auch mit den Altgemeindeschächten verbunden. Der neue Alexanderschacht ging 1902 in Betrieb. Er war mit zwei Turmfördermaschinen ausgerüstet, die mit direkt gekuppelten Gleichstrom-Elektromotoren von je 150 PS angetrieben wurden. Die Fördermaschinen waren 12 m über der Rasenhängebank montiert. Die Anlage war mit einer für die damalige Zeit sehr modernen Leonardsteuerung ausgestattet. Mit dieser Anlage wurde Seilfahrt durchgeführt. Ein eingeschossiges (Maschinenhaus III) und ein eingeschossiges mit Drempelgeschoss versehenes (Maschinenhaus I und II) Klinkergebäude, Lisenengliederung, Rundbogenfensteröffnungen, teilweise verändert, Satteldächer, Dachstuhl-Eisenkonstruktion und qualitätvolle Dachschalung sichtbar im Original erhalten. Diese Maschinenhäuser gehörten zur Kokerei, nicht zum Neuen Alexanderschacht und wurden 2017 abgerissen. | 09247695 |
|                                         | Ehemaliges Huthaus des Heinrichschachtes, heute Wohnhaus mit Büroanbau | Am Hammerwald 43 (Karte)                           | um 1860                                                 | Einfacher Putzbau von stadtgeschichtlicher Bedeutung. Bei dem Kulturdenkmal handelt es sich um das ehemalige Huthaus für den Heinrichschacht der von Arnim’schen Steinkohlenwerke in Niederplanitz. Es ist auf historischen Stichen in unmittelbarer Nähe der Geitnerschen Treibgärtnerei bereits um 1860 – damals noch mit Glockentürmchen – dargestellt. Es gehört zu den ganz wenigen erhaltenen Objekten von dieser Art aus der Mitte des 19. Jahrhunderts. Im Bauantrag für die Errichtung eines Waschhauses auf dem Grundstück wird es 1886 als Markscheiderwohnung der von Arnim’schen Steinkohlenwerke bezeichnet, Beschreibung: erhöht stehend, eingeschossig, Putzbau mit Klinkerelementen u. a. Klinkertür- und Fenstereinfassungen, Fenster zu Gruppen zusammengefasst, große Segmentbogenfensteröffnungen, in den Zwickeln teilweise dekoriert mit Terrakottasteinen, Haustür dem Original nachempfunden mit Schnitzereien in den Füllungen, an der Ostseite apsisartiger Vorbau, Satteldach, straßenseitig nachträgliche zu große Gauben, weiterhin moderner Büroanbau an der nördlichen Traufseite und Schwimmhallenanbau an der südlichen Traufseite, Haus in seiner Grundstruktur jedoch erhalten, von stadtgeschichtlicher Bedeutung als Zeuge des Bergbaus in Zwickau. | 09231153 |
| Direkt Bild zu diesem Denkmal hochladen | Sachgesamtheit Parkanlage: städtische Grünanlage mit Wasserspielen, Eichenallee und Rosengarten (Gartendenkmal), dem Gedenkstein für die Opfer des Faschismus (Einzeldenkmal, siehe auch Obj. 09231844, Kreuzbergweg hinter HSNR 1) sowie der ehemaligen Poliklinik und dem ursprünglich zum Rittergut gehörenden Geleitsteich (Sachgesamtheitsteile) | Am Strandbad (Karte)                               | 1951 (Anlage des Parks unter Einbeziehung Wasserbecken) | Ensemble baulicher und gärtnerischer Anlagen von ortsbildprägender und ortsgeschichtlicher Bedeutung. Im englischen Stil geschaffener Park mit großer Rasenfläche, Großgrün, Birken, hinter der Poliklinik liegend, das Grün grenzt an den Damm des ehemaligen Rittergutsteiches, des so genannten Geleitsteiches, dort auf dem Damm Eichenallee von ca. 200-jährigen Eichen und großer Teich, der in die Gestaltung des Parkes mit einbezogen ist sowie anschließendes ehemaliges Rosarium, kleine Anlage mit Wasserbecken, ursprünglich Springbrunnen und mittiger Bepflanzung, umlaufender Weg sowie kleiner Freifläche zum Sitzen, die über eine einläufige Treppe erreichbar ist, diese Wasseranlage öffnet sich zur Inneren Zwickauer Straße. | 09300295 |
| Direkt Bild zu diesem Denkmal hochladen | Wohnhaus mit Garten und Einfriedung | Äußere Zwickauer Straße 2c (Karte)                 | 1932                                                    | Holzhaus im Landhausstil in hervorragendem Originalzustand von baugeschichtlicher und baukünstlerischer Bedeutung. Rechteckiger Grundriss, Sockel, Torsäulen und Treppenwangen der Freitreppen an beiden Eingängen Naturstein, eingeschossig, großes schiefergedecktes Mansarddach weit überstehend, am Giebel, dort Balkon auf mehreren engstehenden Kragstützen, Rechteckfenster mit Holzeinfassungen gesprosst und z. T. gekoppelt, rechts neben dem Haupteingang und um die Ecke (ehem. Sitzecke in der Diele) Bleiglasfenster, sehr schöne originale Haustür, in den Füllungsfeldern Darstellung einer Ski fahrenden Frau und eines Tennisspielers, großer Glaseinsatz sprossengeteilt, ornamentale Verzierungen, am nordwestlichen Giebel vorgebaute Veranda mit Dachterrasse, in der Tradition der Holzhäuser der 1920er-Jahre errichtet mit einer waagerechten Verbretterung, sehr qualitätvoll und hochwertig, von handwerklicher Solidität und anspruchsvoller Gestaltung, beeinflusst sicherlich von Christoph & Unmack und Hellerauer Holzhäusern, Sanierung 1996. | 09231376 |
| Direkt Bild zu diesem Denkmal hochladen | Wohnstallhaus, Seitengebäude und Streuobstwiese eines Bauernhofes | Beethovenstraße 1a (Karte)                         | 1739 Dendro                                             | Vermutlich ursprünglich Vierseithof, zu den wenigen ländlichen Bauten im Ortsteil Niederplanitz gehörend, daher von großer stadtentwicklungsgeschichtlicher Bedeutung sowie von baugeschichtlichem Wert. Wohnstallhaus Erdgeschoss verändert, Obergeschoss Fachwerk, Giebel verbrettert, Stallscheune Erdgeschoss Ziegelrohbau, Obergeschoss mit Fachwerk, spätes Beispiel bäuerlicher Wirtschaftsgebäude. | 09231099 |
| Weitere Bilder                          | Schule (Bielschule) und Gedenktafel für Gefallene des Ersten Weltkriegs | Bielstraße 1 (Karte)                               | 1898–1899                                               | Zeittypischer historisierender Klinkerbau des späten 19. Jahrhunderts, von sozialgeschichtlicher und baugeschichtlicher Bedeutung. Schule: breit gelagerter Klinkerbau, dreigeschossig, Sockel Polygonmauerwerk Porphyr, die Fassade roter Klinker, zwei Risalite mit Eingängen, die Türen zurückversetzt mit einläufigen Treppen, originale Türen, Fenster alle komplett verändert, ansonsten die Fassadengliederung beibehalten, die Türen mit Sandsteineinfassungen. Türöffnungen mit Verdachung, bekrönt mit Steinkugeln, im Erdgeschoss Segmentbogenfenster, ansonsten Rechteckfenster mit Natursteineinfassungen, Gurtgesims ebenfalls Sandstein, an der Giebelseite der Schule eingelassene Inschrifttafel aus Sandstein: „Lerne, lehre, Gott zur Ehre“, weitere Tafel ebenfalls an der Giebelseite: „Lasset die Kindlein zu mir kommen“, traditioneller Schulbau, Zeugnis für die Ortsgeschichte, die Sozialgeschichte und die Baugeschichte typischer Schulbau. Gedenktafel: im Erdgeschoss zwischen den Fenstern in der Mitte der Traufseite der Fassade eingelassene Gedenktafel mit folgender Inschrift: „Unseren im Weltkriege / gefallenen Helden / Richard Wilhelm Klein 1876–1914 Johannes Schubert, 1893–1915 Rudolf Emil Richter, 1887–1914 Max Alfred Otto Hartmann, 1892–1914 / in Dankbarkeit und Treue / gewidmet von der / Niederplanitzer Lehrerschaft“. | 09231242 |
| Weitere Bilder                          | Wohnhaus | Bielstraße 45 (Karte)                              | um 1900                                                 | Kleines Gebäude mit Preußischem Fachwerk in gutem Originalzustand von baugeschichtlichem Wert. Eingeschossig mit Drempel, rechteckiger Grundriss, Fachwerk mit Ziegelausfachung, teilweise Andreaskreuze und Streben, Satteldach, Biberschwanzdeckung, Sparrenköpfe verziert, nicht ganz denkmalgerecht saniert, relativ selten in Zwickau anzutreffender Bautyp, Haus entstand in Zusammenhang mit dem Bergbau. | 09231243 |
| Direkt Bild zu diesem Denkmal hochladen | Mietshaus mit Hintergebäuden, Doppelmietshaus | Erich-Mühsam-Straße 22; 24 (Karte)                 | bez. 1899                                               | Mit Laden, breit gelagerter Klinkerbau, zweigeschossig, mit ähnlich gestalteten Hintergebäuden mit Garagen, in gutem Originalzustand, von baugeschichtlichem Wert. Mietshaus: zweigeschossiger Klinkerbau mit orangen Klinkerverblendern verkleidet, dekoriert mit roten Klinkerbinderschichten sowie Gurtgesims aus roten Klinkern und kleinem Zahnschnittfries unter dem Gurtgesims, weiterhin Kranzgesims mit Würfelfries ebenfalls aus roten Klinkern, breit gelagerter Bau, seitlich im Erdgeschoss Laden mit zurückversetztem Eingang und kleiner Treppe, im Erdgeschoss Segmentbogenfenster in regelmäßiger Reihung mit Schlussstein, im Obergeschoss Rechteckfenster mit waagerechter Fensterverdachung, über diesen Fenstern weiteres abstrahiertes Blumenornament ebenfalls aus farbigen Klinkern, 12 × 2 Achsen, am Giebel bezeichnet 1899, Satteldach mit vierachsigem, mittig angeordnetem Dacherker, ebenfalls mit Satteldach. Hintergebäude: zeittypische, baulich leicht vereinfachte und veränderte Klinkerbauten mit originalen Garagen und Türen sowie Fensteröffnungen, die dem Original nachempfunden sind, ähnliche zeittypische Gestaltung aber sehr schlicht, der heutigen Nutzung als Wohnhäuser durch Balkonvorbauten angepasst. | 09231424 |
| Direkt Bild zu diesem Denkmal hochladen | Mietshaus in offener Bebauung | Ernst-Grube-Straße 32 (Karte)                      | 1905                                                    | Original erhaltener, zeittypischer Klinkerbau mit vielen Details von baugeschichtlichem Wert. Zweigeschossiger, breit lagernder Klinkerbau mit Natursteinsockel (Granit), Fassade mit roten Klinkerverblendern verkleidet, regelmäßig angeordnete Fensteröffnungen, im Erdgeschoss Segmentbogenfensteröffnungen, im Obergeschoss Rechteckfensteröffnungen sowie im Dacherker Segmentbogenfensteröffnungen, ansonsten Fassade 8 × 2 Achsen, schlichte Fassadengestaltung mit Gurtgesims aus roten Klinkern sowie Schlussstein über den Fenstern, mittig angeordneter Dacherker über vier Achsen mit Zierfachwerk im Giebeldreieck, Haus abschließend durch Krüppelwalmdach, ebenfalls Giebeldreieck Zierfachwerk mit Putzausfachungen, verzierten Pfettenköpfen, ursprüngliche Fensterläden bei der Sanierung erneuert in ursprünglicher Gestaltung mit Lamellen, Farbanstrich dem Original entsprechend. | 09231212 |
| Weitere Bilder                          | Einzeldenkmale der Sachgesamtheit Friedhof Planitz: Friedhofskapelle, 21 Erbbegräbnisse, Grabanlagen und Grüfte, Urnenhain, Kriegerdenkmal für die Gefallenen des Ersten Weltkrieges, sowjetischer Ehrenhain und gusseisernes Cholerakreuz (siehe auch Sachgesamtheit 09303143, Friedhofstraße 1) | Friedhofstraße 1 (Karte)                           | 1850 – 1940 (Grabanlagen, Erbbegräbnisse)               | Original erhaltene Anlagenteile des Friedhofes von künstlerischem und stadtgeschichtlichem Wert. Der Friedhof ist großzügig angelegt und wirkt durch seine vielfältige Bepflanzung wie ein Naturpark. Er ist in unterschiedliche Belegungsabschnitte unterteilt. Auf Grund der gartenarchitektonischen Qualität der Friedhofsanlage sowie der Vielzahl qualitätvoller bzw. für die Ortsgeschichte bedeutsamer Bauten und Grabanlagen wird der Friedhof als Gartendenkmal und als Sachgesamtheit ausgewiesen. Friedhofskapelle: Ziegelrohbau mit Satteldach, leicht vorspringender Mittelrisalit, Bruchsteinsockel aus Schiefer, Farbglasfenster und ein Kleeblattfenster im Giebeldreieck, Sowjetischer Ehrenhain: mit Treppenanlage, Stützmauer und Grabsteinen aus rotem Granit, Obelisk aus schwarzem Granit mit Schrifttafel und Sowjetstern, Abt. E II, Grabanlagen/Grabsteine: 1. Erbbegräbnis Fam. Wutzler, 1917, Grabmal aus Muschelkalk mit Privatkolumbarium, angedeuteter Fensteröffnung und schmiedeeiserner Einfriedung, Abt. Berg, 2. Erbbegräbnis Fam. Heeg und Rockstroh, Grabmal aus Betonwerkstein mit Bronzeplastik Trauernde und Einfriedung, Abt. Berg, 3. Erbbegräbnis Fam. Klug, Grabmal aus Betonwerkstein mit Bronzeplastik Trauernde und Einfriedung, Abt. Berg, 4. Erbbegräbnis Fam. Junghanns, Grabmal aufgerichtete, grobbehauene Natursteinplatte und Gruft, Abt. Am Kreuzplatz, 5. Erbbegräbnis Fam. O. Helbig und K. Weigel, 1938, Grabmal Plastik Engel, Abt. Am Kreuzplatz, 6. Erbbegräbnis Fam. Wagner, Grabmal aus Muschelkalk, Wandstelle, Abt. Am Berg, 7. Erbbegräbnis Fam. J.O. Bräutigam, 1926, Grabmal aus Sandstein mit Reliefdarstellung eines Hirten, Wandstelle, Abt. Am Berg, 8. Erbbegräbnis Fam. B. Schlegel, 1926, Grabmal grob behauener Naturstein mit Einzelbuchstaben und Relief (Gebinde aus Kiefer, Hopfen, Tanne, Eberesche) aus Bronze und Einfriedung, Wandstelle, Abt Am Berg, 9. Erbbegräbnis Fam. E. Formanowski, Spirituosenfabrikant, 1924, Grufthaus aus Betonwerkstein, Wandstelle, Abt. Am Berg, 10. Erbbegräbnis Fam. K. J. Böhm, Buchdruckereibesitzer, 1924, Grabmal aus schwarzem Granit mit Einfriedung, hergestellt von R. J. Salzer, Aue/Erzgebirge, Wandstelle, Abt. Am Berg, 11. Erbbegräbnis Fam. E. M. Petzold, Bäckermeister, angelegt für den gefallenen Sohn Max Kurt, 1918, Grabmal aus Betonwerkstein mit Einfriedung, hergestellt von E. Kunze Werkstätten für Friedhofskunst in Zwickau, Wandstelle, Abt. Am Berg, 12. Erbbegräbnis Fam. F. A. Windisch, Fleischermeister, angelegt für den gefallenen Sohn, 1917, Grabmal aus Betonwerkstein mit Einfriedung, hergestellt von E. Kunze Werkstätten für Friedhofskunst in Zwickau, Wandstelle, Abt. Am Berg, 13. Erbbegräbnis Fam. F. Müller, 1915, Grabmal aus Sandstein mit Einfriedung, Wandstelle, Abt. Am Berg, 14. Erbbegräbnis Fam. K. Meichsner, 1912, Säulentempel aus Sandstein mit Einfriedung, Wandstelle, Abt. Am Berg, 15. Erbbegräbnis Fam. Schuffenhauer, angelegt für die gefallenen Söhne Georg und Walther, 1918, drei Stelen aus rotem Granit, Inschrift: „Zum Andenken an die fürs Vaterland gefallenen Söhne Georg 1896–1918 Walther 1899–1918“, Abt. Berg, 16. Erbbegräbnisse, Mauer und Einfriedungen, Abt. C II, 17. Erbbegräbnis D. O. H. Th. Willkomm, Pastor, angelegt für seine Frau Anna, 1905, Grabmal Kreuz aus schwarzem Granit, Abt. C IV, 18. Urnenhain, neben der alten Leichenhalle, 19. Grabmal Baumstumpf aus Sandstein (Rest einer Grabstelle), von A. Klinck Steinmetzgeschäft aus Zwickau, um 1900, vor der alten Leichenhalle, 20. Grabmal Fels mit abgesägten Baumstämmen, Inschrift: „Ich möchte Euch wiedersehen und euer Herz soll sich freuen.“, um 1900, vor der alten Leichenhalle, 21. Erbbegräbnis Fam. H. Rietscher, Baumeister, maßgeblich am Bau der Lukaskirche beteiligt, 1914, relativ schlichter Grabstein aus schwarzem Granit, 22. Grabstein vermutlich eines Kindes, 19. Jahrhundert, Sandstein mit Bildhauerarbeit Denkmale/Kriegerdenkmale: A Kriegerdenkmal für die gefallenen Söhne der Stadt Planitz, Sarkophag mit aufgebahrtem Soldaten, an den Ecken vier Säulen mit Feuerschalen und Schrifttafeln aus Bronze die die Namen der Gefallenen tragen, entworfen von Otto Heilmann aus Reichenbach, geweiht am 16./17. Juni 1928, Abt. B I, B Cholerakreuz aus Gusseisen, Inschrift: „Zur Erinnerung an die Cholera 1866, den Verstorbenen gewidmet von Isolda von Arnim, geborene Gräfin zur Lippe.“ | 09231447 |
| Weitere Bilder                          | Sachgesamtheit Friedhof Planitz mit folgenden Einzeldenkmalen: Friedhofskapelle, 21 Erbbegräbnisse, Grabanlagen und Grüfte, Urnenhain, Kriegerdenkmal für die Gefallenen des Ersten Weltkrieges, sowjetischer Ehrenhain und gusseisernes Cholerakreuz (siehe auch Einzeldenkmale – Obj. 09231147, Friedhofstraße 1) sowie gärtnerische Friedhofsgestaltung (Gartendenkmal) und Einfriedungsmauer (Sachgesamtheitsteil) | Friedhofstraße 1 (Karte)                           | ab 1850                                                 | Original erhaltene Anlagenteile des Friedhofes von künstlerischem und stadtgeschichtlichem Wert. Der Friedhof ist großzügig angelegt und wirkt durch seine vielfältige Bepflanzung wie ein Naturpark. Er ist in unterschiedliche Belegungsabschnitte unterteilt. Auf Grund der gartenarchitektonischen Qualität der Friedhofsanlage sowie der Vielzahl qualitätvoller bzw. für die Ortsgeschichte bedeutsamer Bauten und Grabanlagen wird der Friedhof als Gartendenkmal und als Sachgesamtheit ausgewiesen. Einzelheiten siehe Einzeldenkmale (Obj. 09231447). | 09303143 |
| Direkt Bild zu diesem Denkmal hochladen | Wohnhaus in offener Bebauung | Gebrüder-Grimm-Straße 2 (Karte)                    | 1930                                                    | In zeittypischem Stil, von baugeschichtlichem Wert. Sehr guter Original- und Erhaltungszustand, fast annähernd quadratischer Grundriss, 2 × 1 Achse, Walmdach, Biberschwanzdoppeldeckung, leicht geschweift, Fassade sehr schlicht, Sockel mit Bruchsteinmauerwerk, Schichtmauerwerk, polygonaler Erker im Erdgeschoss mit Klinkerdekoration, das darüber liegende Eckfenster ebenfalls mit Klinkerdekoration, die Fenster dem Original nachempfunden, wiederhergestellt in Mehrflügeligkeit. | 09231213 |
| Weitere Bilder                          | Halde des Himmelsfürstschachtes des Vorderneudörfel–Niederplanitzer Steinkohlenbergbauvereins | Himmelfürststraße (Karte)                          | nach 1847                                               | Teil eines gut erhaltenen Bergbauensembles (s. auch Himmelfürststr. 4) von regionalgeschichtlicher und technikgeschichtlicher Bedeutung. Beginn Abteufen 1847, 1849 hatte der Schacht eine Teufe von 155 m erreicht, 1857 erzwang ein Grubenbrand die Einstellung der Förderung, 1859–1860 wiederverteuft bis 172 m, 1863 meldete Gesellschaft Vorderneudörfel-Niederplanitzer Steinkohlenbau-Verein Konkurs an, 1918 Beendigung des Abbaus, 1919 Verfüllung, Halde bei Bau des Supermarktes zu Beginn 1990er-Jahre verkleinert. | 09247691 |
| Weitere Bilder                          | Steigerhaus (Obersteiger) | Himmelfürststraße 4 (Karte)                        | 2. H. 19. Jh.                                           | Einfacher Putzbau mit Fachwerk am Drempel, von ortsgeschichtlicher Bedeutung. Rechteckiger Grundriss, 2 × 4 Achsen, Drempelgeschoss mit einfachem Fachwerk, Satteldach, Sparren verziert. | 09247692 |
| Weitere Bilder                          | Steigerwohnhaus | Himmelfürststraße 4a (Karte)                       | 2. H. 19. Jh.                                           | Einfacher Fachwerkbau in gutem Originalzustand von ortsgeschichtlicher Bedeutung. Erdgeschoss massiv, Fachwerk-Obergeschoss, Satteldach mit Biberschwanzdeckung, guter Originalzustand. | 09300294 |
| Weitere Bilder                          | Gasthof in Ecklage in offener Bebauung, heute Wohnhaus | Himmelfürststraße 17 (Karte)                       | um 1905                                                 | Städtebaulich markanter, relativ schlichter Putzbau von ortsgeschichtlichem Wert. Breit lagernd, vermutlich mit Saalanbau, Eckbau mit polygonalem Turmaufsatz mit Spitzhelm, Blendgiebel, Rundbogen-, Segmentbogen- und Rechteckfenster, teilweise gebunden mit einfachen Einfassungen, quadratische Putzfelder als Dekoration, Fenster nur annähernd dem Original entsprechend erneuert, Dachliegefenster, Dach mit Schieferdeckung, für das Ortsbild von Bedeutung. Der ehem. Gasthof wurde durch das Spezialwerk Thost (Feuerungsanlagen) genutzt, 1972 Umwandlung in VEB Stahlbau Zwickau. | 09231214 |
| Direkt Bild zu diesem Denkmal hochladen | Wohnhaus in offener Bebauung | Innere Zwickauer Straße 6 (Karte)                  | 1933/1934                                               | Gut erhaltener Putzbau im Stil der 1920er-Jahre von baugeschichtlichem Wert. Zweigeschossig, über annähernd quadratischem Grundriss mit 3/4 rundem Erker, an der Ecke Sockel und unterer Bereich des Erkers mit Hartbrandklinkern, Segmentbogen- bzw. Rechteckfensteröffnungen, die Fenster nicht dem Original entsprechend erneuert, Fensterläden mit Lamellen, am Erker Reliefs mit Darstellungen eines Sämanns sowie eines Industriearbeiters mit den entsprechenden Werkzeugen aus Klinkern, geschweiftes Walmdach mit Gaupen, Haus gehörte einem Ziegeleibesitzer von Zwickau. | 09231215 |
| Direkt Bild zu diesem Denkmal hochladen | Mietshaus in Ecklage in halboffener Bebauung | Innere Zwickauer Straße 51 (Karte)                 | um 1905                                                 | Städtebaulich prägender, aber schlichter Klinkerbau mit Laden in gutem Originalzustand. Zweigeschossig, zwei Seitenrisalite, im Erdgeschoss Läden, teilweise auch nachträglich Fensterfronten zu Schaufenstern erweitert, Obergeschoss schlichte Rechteckfenster in regelmäßiger Reihung, an den Seitenrisaliten als gebundene Fenster ausgebildet, im Blendbogen Fruchtschale aus Putz-Stuck, aufwändigere Stufengiebel über den Seitenrisaliten, Mansarddach mit einzeln stehenden Gaupen mit Schleppdächern, Schieferdeckung, Fenster vereinfacht, erneuert. | 09231218 |
| Direkt Bild zu diesem Denkmal hochladen | Mietshaus in offener Bebauung mit Läden, Doppelmietshaus | Innere Zwickauer Straße 52a; 54 (Karte)            | 1911                                                    | Repräsentativer ortsbildprägender Putzbau von baugeschichtlichem Wert in sehr gutem Originalzustand. Dreigeschossiger Putzbau mit polygonaler Eckausbildung, repräsentative Ladenfront im Erdgeschoss, u. a. mit gesprossten Oberlichtfenstern der Schaufenster (diese allerdings nicht vorbildgerecht erneuert), beide Obergeschoss mit Pilastergliederung, die Fenster jeweils zu Gruppen zusammengefasst, teilweise als Fenstererker ausgebildet, Erker über zwei Stockwerke, ab 1. Obergeschoss auf polygonalem Grundriss an der Ecke, weiterhin risalitartige Vorsprünge, Walmdach, teilweise Dacherker mit geometrischer Gliederung. | 09231220 |
| Direkt Bild zu diesem Denkmal hochladen | Mietshaus in offener Bebauung | Innere Zwickauer Straße 55 (Karte)                 | 1910                                                    | Mit Laden, markanter Putzbau mit leicht veränderter Erdgeschoss-Zone von baugeschichtlichem und ortsbildprägendem Wert. Breit gelagerter Putzbau, dreigeschossig mit Pilastergliederung, im Erdgeschoss großzügige Ladenzone (diese leicht verändert), mit mittig angeordneten Eingängen in beide Läden, Mittelrisalit, Obergeschoss mit Pilastergliederung und Putz-Stuck-Dekorationen u. a. Girlanden, geometrische Ornamente sowie Putti mit Girlanden am zweiachsigen und zweigeschossigen Erker, der Erker über rechteckigem Grundriss, im Dachgeschoss fortgeführt, dort mit Zierfachwerk, Mansardwalmdach mit Ochsenaugen als Gaupen. | 09231221 |
| Direkt Bild zu diesem Denkmal hochladen | Mietshaus in offener Bebauung in Ecklage | Innere Zwickauer Straße 56 (Karte)                 | 1894                                                    | Dreigeschossiger Bau in Klinkermischbauweise mit Laden in sehr gutem Originalzustand von baugeschichtlichem sowie ortsbildprägendem Wert. Dreigeschossig, Erdgeschoss verputzt mit Putznutung und großer Schaufensterfront, diese original erhalten, Sockel Polygonmauerwerk, Eingang seitlich, Gurtgesims zwischen Erdgeschoss und Obergeschoss, beide Obergeschoss mit orangeroten Klinkerverblendern verkleidet, Fenster besonders hervorgehoben durch Werksteineinfassungen und im 1. Obergeschoss Dreieckgiebelverdachungen, im 2. Obergeschoss waagerechte Fensterverdachungen, zwei Seitenrisalite, gebundene Fenster, diese durch Gestaltung besonders hervorgehoben, Satteldach mit mittig angeordnetem Dacherker über vier Achsen mit Schleppdach sowie zwei flankierenden Gaupen mit Segmentbogenabschluss und gebundenen Fensterachsen. | 09231222 |
| Direkt Bild zu diesem Denkmal hochladen | Wohnstallhaus eines ehemaligen Dreiseithofes | Innere Zwickauer Straße 62 (Karte)                 | 1739 Dendro                                             | Weitgehend original erhalten, sehr altes Fachwerkgebäude von bau- und sozialgeschichtlicher Bedeutung. Denkmalbegründung für das Wohnstallhaus Innere Zwickauer Straße 62 in Zwickau. Der Denkmalwert des Bauernhauses wurde im Zuge der flächendeckenden Denkmalneuerfassung in Sachsen, die seit 1991 durchgeführt wurde, erkannt. Seit 1992 wird dieses Gebäude in der Denkmalaufstellung des Freistaates Sachsen aufgeführt. Die gesetzliche Grundlage bildet das Sächsische Denkmalschutzgesetz (SächsDSchG) vom 3. März 1993 (SächsGVBl. 14/1993 S. 229), rechtsbereinigt mit Stand vom 1. August 2008. Der Denkmalwert des o. g. Bauernhauses ergibt sich vorrangig aus dessen baugeschichtlicher, sozialgeschichtlicher und stadtentwicklungsgeschichtlicher sowie städtebaulicher Bedeutung. 1. DENKMALFÄHIGKEIT · Städtebauliche Bedeutung Das Haus mit Fachwerkoberstock auf massivem Erdgeschoss steht auf einer Mauer erhöht, giebelständig zugewandt über der Inneren Zwickauer Straße. Die Ansicht des Fachwerkgiebels mit K-Streben im Oberstockfachwerk und Parallelstreben im Dachdreieck ist derzeit durch Baumbewuchs wenig wirksam, würde aber ohne diesen eigentlich weit in den Stadtraum hinein wirken und erlangt somit eine außerordentliche städtebauliche Bedeutung. Die Fachwerkansicht gehört zu den wenigen erhaltenen Zeugnissen dieser Baukultur im Stadtraum von Zwickau. Gerade der markante Fachwerkgiebel mit K-Streben gibt diesem Teil von Planitz ein unverwechselbares Erscheinungsbild, ein Aspekt, der wesentlich den hohen städtebaulichen Wert des Kulturdenkmales bestimmt. · Stadtentwicklungsgeschichtliche Bedeutung Aus dem südwestlich vor den Toren der alten Stadt Zwickau gelegenen Dorf Planitz entwickelte sich im Zuge der Industrialisierung im 19. Jahrhundert eine städtische Siedlung, welche durch Mietshausquartiere und Fabriken geprägt wird. Immer mehr der ursprünglichen Bauernhöfe und Häusleranwesen mussten städtischer Bebauung weichen. 1924 wurde, dem Prozess entsprechend, dem einstigen Dorf Planitz das Stadtrecht verliehen. die Eingemeindung nach Zwickau erfolgte 1944. Das Wohnstallhaus Innere Zwickauer Straße 62 gehört zu den wenigen noch weitgehend original erhaltenen Bauernhäuser in Planitz und wird hierdurch zum Zeugnis dieses Entwicklungsprozesses. Hieraus ergibt sich die stadtentwicklungsgeschichtliche Bedeutung. · Baugeschichtliche Bedeutung Weiterhin kommt dem Bauwerk eine besondere baugeschichtliche Bedeutung als Zeugnis des Fachwerkbaus im 18. Jahrhundert in Planitz und im Zwickauer Raum zu. Es ist augenscheinlich eines der letzten Zeugnisse des Fachwerkbaus im heutigen Zwickauer Stadtteil aus der Zeit vor 1800. Von den 88 als Kulturdenkmal erkannten Bauernhäusern der Stadt Zwickau stammen sechs Bauernhäuser aus dem 17. Jahrhundert und sechs Bauernhäuser aus dem 18. Jahrhundert. In Planitz gibt es lediglich noch drei denkmalwürdige Bauernhäuser aus dem 18. Jahrhundert, davon zwei Gebäude aus der ersten Hälfte des 18. Jahrhunderts. Damit ist das genannte Bauernhaus das Zweitälteste denkmalwürdige Bauernhaus von Planitz, gleichzeitig gehört es zu den ältesten denkmalwürdigen Bauernhäusern Zwickaus. Das Gebäude weist die für seine Entstehungszeit charakteristischen Konstruktionsmerkmale auf. Es handelt sich um einen Stockwerksbau mit noch erhaltenem Fachwerk im Obergeschoss. Das Fachwerk des zugewandten Giebels wurde mit K-Streben versehen, Am Mittelständer des zugewandten Giebels befinden sich beiderseits K-Streben, so dass sich eine veraltet als Mann bezeichnete Verstrebungsfigur ergibt. Unter der Verschieferung der zugewandten Traufseite ist ein ähnliches Zierfachwerk zu vermuten. Diese Art des Zierfachwerks ist im Zwickauer Raum nur etwa 40 Jahre gebräuchlich gewesen und schon deswegen relativ selten anzutreffen. Das Dach des Hauses wurde als Kehlbalkendach mit einem Mittellängsverband ausgebildet, dessen Riegel mit Spannriegel und Hängestreben zwischen den Sparren unterstützt wird. Die Ausbildung der zugewandten Traufe mit Profilholz und Aufschiebling ist charakteristisch für die Erbauungszeit, welche durch eine dendrochronologische Untersuchung ermittelt werden konnte. Dendrochronologisch datiert das Bauholz (Tanne) in drei Proben als jüngstes Fälljahr auf 1739, das Haus wurde also frühestens 1740 errichtet. Das massive Unterfahrung der Gebäude im Erdgeschossbereich (Ersatz des Fachwerks im Erdgeschoss durch Mauerwerk) und der massiv aufgeführte Westgiebel sind Zeugnis für die verschärften Feuerversicherungs- und Bauvorschriften, die seit dem ausgehenden 18. Jahrhundert erlassen wurden. Der Wandel zur Massivbauweise vollzog sich nach und nach. Zunächst waren wohl für diesen Prozess Maßnahmen zur Holzeinsparung sowie die Sächsische Dorffeuerordnung maßgebend. Zunehmend wurde dieser Wandel zum Massivbau durch Bestimmungen der Feuerversicherung forciert. Aber auch die städtische Architektur gab Anregung zur Nachahmung. Gleichzeitig waren vermutlich Ziegel billiger zu verschaffen als Holz, wofür teilweise größere Transportwege erforderlich waren. Stadtkarten von Zwickau aus dem 19. Jahrhundert zeigen unzählige Ziegeleien im Umland der alten Stadt Zwickau. Das Haus ist also auch ein anschauliches Beispiel dieses beschriebenen Wandlungsprozesses. · Sozialgeschichtliche Bedeutung Da die Raumstrukturen nahezu unverändert erhalten geblieben sind, lässt sich die Wohn- und Arbeitsweise im ländlichen Raum an diesem Beispiel gut nachvollziehen. Somit hat das Gebäude auch eine sozialgeschichtliche Bedeutung. 2. DENKMALWÜRDIGKEIT Der Bau erfüllt auch die Kriterien für die Denkmalwürdigkeit. Darunter ist ein zusätzlich zur Denkmalfähigkeit bestehendes öffentliches Interesse an der Erhaltung einer Sache zu verstehen. Dieses Tatbestandsmerkmal des Denkmalbegriffs setzt nach allgemeiner Ansicht voraus, dass die Denkmaleigenschaft einer Sache und die Notwendigkeit ihrer Erhaltung in das Bewusstsein der Bevölkerung oder mindestens eines breite (...?) | 09231245 |
| Direkt Bild zu diesem Denkmal hochladen | Toreinfahrt eines ehemaligen Bauernhofes (siehe auch Innere Zwickauer Straße 70a) | Innere Zwickauer Straße 70 (Karte)                 | vor 1800                                                | Einer der wenigen noch erhaltenen Torbögen von Zwickauer Bauernhöfen. Der Torbogen gehört zum Bauernhof Zwickauer Straße 70a, das Grundstück wurde nachträglich geteilt, wodurch ein Teil der Toranlage zur Nummer 70 kam. Denkmalwert: baugeschichtlicher Wert, Singularität. | 09247605 |
| Direkt Bild zu diesem Denkmal hochladen | Wohnstallhaus mit angebautem Seitengebäude und Teil der Tordurchfahrt (gehört vermutlich zu Innere Zwickauer Straße 70) | Innere Zwickauer Straße 70a (Karte)                | 1713/14 d. (Wohnstallhaus)                              | Bemerkenswerte Fachwerkbauten in sehr gutem Originalzustand von hausgeschichtlicher und ortsgeschichtlicher Bedeutung. Wohnstallhaus und Seitengebäude sind im rechten Winkel zueinander gebaut und fest miteinander verbunden, beide Gebäude wurden massiv unterfahren, weisen ein Fachwerk-Obergeschoss auf mit gezapften Fußstreben und K-Streben, im Giebeldreieck des Wohnstallhauses ist ein Rautenornament, Satteldach mit Biberschwanzkronendeckung, Gefache mit Lehm ausgefacht, Schwelle mit Schiffchenkehlung. | 09231223 |
| Direkt Bild zu diesem Denkmal hochladen | Mietshaus in offener Bebauung | Innere Zwickauer Straße 97 (Karte)                 | 1898                                                    | Mit Laden, schlichter traditioneller Klinkerbau mit originaler Fassadengestaltung von baugeschichtlichem Wert. Zweigeschossig, sechs Achsen, Fassade roter Klinker, dekoriert mit gelben Klinkerbinderschichten, im Erdgeschoss Laden, teilweise Schaufensterfront erweitert, zurückversetzter Eingang, profiliertes Gurtgesims zwischen Erdgeschoss und Obergeschoss, 1. Etage dekoriert mit Werksteinen, besonders hervorgehoben die mittleren beiden Fenster, Mansarddach, mittig angeordnet eine Gaupe, Segmentbogenabschluss von kleinem Obelisken bekrönt, beiderseits zweiachsige Dacherker. | 09231227 |
| Direkt Bild zu diesem Denkmal hochladen | Sachgesamtheit Wohnanlage Innere Zwickauer Straße, bestehend aus 4 Mehrfamilienhäusern (alle Sachgesamtheitsteile) | Innere Zwickauer Straße 104; 106; 108; 110 (Karte) | 1954                                                    | Zeittypischer Putzbau mit Läden in anspruchsvoller Gestaltung von baugeschichtlichem und städtebaulichem Wert. Die vier Gebäude sind aneinandergefügt und bilden eine einheitliche Häuserzeile mit mittiger Tordurchfahrt und flankierenden Läden, die äußeren beiden Gebäude sind reine Wohnhäuser, das eine davon mit rundem Eckerker, die Fassade mit Madenputz dekoriert mit Sgraffiti von Kunstmaler Tröger aus Werdau hergestellt, ornamentale Blumen- und Tierdarstellungen, Dachabschluss mit Satteldach, regelmäßig angeordnete Rechteckfenster, heute erneuert annähernd an das Vorbild erinnernd. | 09231228 |
| Direkt Bild zu diesem Denkmal hochladen | Kino | Innere Zwickauer Straße 125 (Karte)                | 1938                                                    | Schlichtes Vorstadtkino, einziges unter Denkmalschutz stehendes Kino der Stadt Zwickau Rechteckbau mit angebautem Saal, wohl 1909 gebaut und 1938 zum Kino umgebaut. Vorderer Teil: Eingangsbereich mit Mittelrisalit, Erdgeschoss-Zone mit Theumaer Schiefer Schichtmauerwerk, im Mittelteil Eingang, ursprünglich repräsentativ mit Pfeilern aus Theumaer Schiefer und breit lagernder, dreistufiger Freitreppe, darüber vier große Fenster, ebenfalls mit Theumaer Schiefer eingefasst, beiderseits an der Fassade lebensgroße Plastiken, eine weibliche Figur – die Muse darstellend, eine männliche einen Bergarbeiter darstellend, Walmdach mit Biberschwanzdoppeldeckung, dreiachsiger Dacherker mit Zeltdach und Knauf bekrönt, seit 1990 außer Betrieb und im Verfall begriffen, Erhalt fraglich. | 09231226 |
| Direkt Bild zu diesem Denkmal hochladen | Ehemaliges Postamt mit Wohnungen | Kantstraße 5 (Karte)                               | 1911                                                    | Markanter Putzbau von ortsgeschichtlicher, baugeschichtlicher und städtebaulicher Bedeutung. Ehemaliges kaiserliches Postamt, heute Wohn- und Geschäftshaus. Äußere Erscheinungsbild: Dreigeschossiger Putzbau, hohes Sockelgeschoss mit Putzquaderung, Fensterbankgesims im Erdgeschoss, Traufseite/Kantstraße: fünfachsig, beiderseits angeordnet Fenstererker, leicht vorkragend, die Fenster zu Gruppen zusammengefasst durch flache Putzlisenen. Rechteckfenster, im Bereich der ehemaligen Schalterhalle ein liegendes Rechteckfenster, ansonsten stehende Fensterformate. Walmdach, mittig angeordnete größerer Fledermausluken mit gesprossten Fenstern. Für das Erscheinungsbild des Hauses sind die beiden Fledermausgauben auf dem Dach von großer Bedeutung. Hoftraufseite: einfach, nachträglich verputzt, seitlich Garagenanbau ohne Denkmalwert. Laderampe der Post, Tür zum Postamt original erhalten. Giebelseiten: Eingang mit einläufiger Treppe und originaler Tür zum ehemaligen Postamt mit gesprosstem Oberlichtfenster. Beiderseits des Posteingangs originale Lampen aus der Erbauungszeit des Hauses. Hauseingang mit massivem Wettervorbau an der anderen Giebelseite. Zweiflügelige, originale Haustür unverändert erhalten. Im Inneren: originale Türen fast vollständig erhalten, ansonsten keine Ausstattung vorhanden. Im Erdgeschoss Schalterhalle der Post nicht mehr original. Obergeschoss Wohnungszuschnitt verändert, Teilung in zwei Wohnungen, einfache Fliesen im Treppenhaus. Dachstuhl original. Alle Fenster hatten ursprünglich gesprosste Oberlichtfenster, die für das Erscheinungsbild des Hauses von maßgeblicher Bedeutung sind. Einfriedung und Vergitterung im Erdgeschoss nicht original. | 09300037 |
| Direkt Bild zu diesem Denkmal hochladen | Einzeldenkmal der Sachgesamtheit Schlossberg Planitz: Torbogen aus Bruchsteinen | Kirchgasse                                         |                                                         | | 09231473 |
| Direkt Bild zu diesem Denkmal hochladen | Einzeldenkmal der Sachgesamtheit Parkanlage: Gedenkstein für die Opfer des Faschismus | Kreuzbergweg (Karte)                               | nach 1950                                               | Ortsgeschichtlich von Bedeutung (siehe auch Sachgesamtheitsdokument für Obj. 09300295, Am Strandbad). Schlichter Naturstein mit eingelassener Granitschrifttafel mit der Inschrift: „Unseren von Faschismus gemordeten / Planitzer Kameraden / (Namen)“ | 09231844 |
| Direkt Bild zu diesem Denkmal hochladen | Wohnhaus der ehemaligen Schäferei | Kreuzbergweg 1 (Karte)                             | 18. Jh.                                                 | Ursprünglich zum Planitzer Schloss gehörender Putzbau mit Fachwerkgiebel von ortsgeschichtlichem und baugeschichtlichem Wert. Eingeschossig, Erdgeschoss massiv mit Natursteinfenstereinfassungen, Rechteckfenster mit Fensterläden, Giebel mit Fachwerk, großes Krüppelwalmdach mit halbem Schopf, regelmäßig angeordneten Gaupen. | 09231594 |
| Direkt Bild zu diesem Denkmal hochladen | Wohnhaus in offener Bebauung | Marktsteig 4 (Karte)                               | um 1880                                                 | Zeittypischer Putzbau mit Zierfachwerk in relativ gutem Originalzustand von baugeschichtlichem Wert. Eineinhalbgeschossig über unregelmäßigem Grundriss, Ziergitter aus der Erbauungszeit an den Kellerfenstern, unterschiedliche Fensterformate – Rechteckfenster, breite Segmentbogenfenster, die Fenster nicht vorbildgerecht erneuert, hohes gesprosstes Treppenhausfenster, Fensterläden mit ausgesägten Herzen an einigen Fenstern im Erdgeschoss aus der Erbauungszeit erhalten, Haustür: nicht original, dort hölzerner Vorbau, der allerdings original mit Walmdach, ansonsten das Haus Satteldach mit Biberschwanzdoppeldeckung, Zierfachwerk in den Giebeldreiecken. | 09231531 |
| Direkt Bild zu diesem Denkmal hochladen | Wohnstallhaus eines Bauernhofes | Marktsteig 12 (Karte)                              | um 1830                                                 | Eines der wenigen noch erhaltenen ländlichen Gebäude von Niederplanitz, daher von stadtentwicklungsgeschichtlichem Wert. Erdgeschoss massiv unterfahren und verändert, Fachwerk-Obergeschoss mit regelmäßigen Streben, dort zusätzliche Fenster eingebracht, ansonsten Fachwerkkonstruktion original erhalten, Reste des Türportals, über dem Hauseingang Inschrift: „Günter Böhm“ aus der Zeit um 1830 erhalten, Satteldach, im Inneren Überformungen aus der Zeit um 1930/35, Zimmertüren mit Schnitzereien und gewendelte Holztreppe, am Treppenanfang geschnitzter Pferdekopf und die Initialen „GB“. | 09231533 |
| Weitere Bilder                          | Kirche der Altlutheraner, Kriegerdenkmal für die Gefallenen des Ersten Weltkrieges sowie Gartenanlage um die Kirche, Garteneinfriedung und Toilettenhäuschen | Neudörfler Straße 11 (Karte)                       | 1878–1879                                               | Schlichter neogotischer Putzbau mit massivem Turm und angebautem Chor, baugeschichtlich und ortsgeschichtlich von Bedeutung. Saalkirche mit Westturm über rechteckigem Grundriss, spitz zulaufendem Helm, bekrönt von Kreuz, eingezogener Chor, Schiff und Chor mit Strebepfeilern, Spitzbogenfenster mit neogotischem Zierrat, Dreipass, an den Chor anschließend Sakristei, Sockel der Kirche Natursteinmauerwerk leicht verputzt, dort am Chor im Sockelbereich Inschrift: „Gegründet 1878“, Bleiglasfenster, einfache Ornamentik, Saal mit Satteldach, Grundsteinlegung am Reformationstag 1878. Einfriedung: Ziegelmauer mit geputzten Feldern | 09231229 |
| Direkt Bild zu diesem Denkmal hochladen | Wohnhaus in offener Bebauung | Neudörfler Straße 15 (Karte)                       | 1875                                                    | Einfacher, noch originaler Putzbau aus dem ausgehenden 19. Jahrhundert, von bauhistorischer und sozialgeschichtlicher Bedeutung. Rechteckiger Grundriss, eingeschossig mit Drempel, Satteldach, kleines zweiachsiges Dachhäuschen, Dacherker mit Satteldach an der Traufseite, schlichte Rechteckfenster, Kreuzstockfenster, vierflügelig, bündig mit der Fassade abschließend, Einfachfenster mit Fensterläden, Fachwerk mit Ziegelausfachung verputzt, in dieser Weise kaum noch anzutreffen. | 09231231 |
|                                         | Ehemaliges Elektrizitätswerk, heute Feuerwehrdepot | Pestalozzistraße 1 (Karte)                         | 1898 (Elektrizitätswerk)                                | Schlichter zeittypischer Klinkerbau von stadtgeschichtlicher und baugeschichtlicher Bedeutung. Eingeschossiger Klinkerbau mit Drempelgeschoss, Mittelrisalit weit vorspringend, einfache Segmentbogen- und Rechteckfensteröffnungen, Fassade mit roten Klinkerverblendern verkleidet, dekoriert mit gelben Klinkerbinderschichten, Satteldach Schieferdeckung, zu große Gaupen mit Satteldach, angebaut modernes Feuerwehrdepot, in das Haus hinein ebenfalls große Garageneinbrüche für die Unterbringung der Feuerwehr, ebenso Fenster und Türen stark vereinfacht, nicht dem Vorbild entsprechend, das Gebäude bleibt jedoch in der Denkmalliste auf Grund seines stadtentwicklungsgeschichtlichen Wertes. | 09231137 |
| Weitere Bilder                          | Kirche mit angebautem Pfarrhaus einer evangelisch-freikirchlichen Gemeinde (Baptisten) | Schloßparkstraße 34a (Karte)                       | 1906                                                    | Ensemble in Klinkerbauweise in sehr gutem Originalzustand von stadtgeschichtlichem, baugeschichtlichem sowie künstlerischem Wert. Kirche: Frauenkirche mit Westturm, dort Eingang, im Osten angebautes Pfarrhaus, orangeroter Klinker, am Kirchenschiff Strebepfeiler, hohe spitzbogige Fenster, Satteldach, regelmäßig angeordnete Gaupen mit Walmdach, Turm flankiert von niedrigeren Begleitbauten, Rundfenster über Spitzbogenportal, dieses mit Profilierungen, weiterhin Zwillingsfenster ebenfalls spitzbogig mit Blendarkaden, in den Fensterbrüstungen sowie Rundfenster (Tondo) mit Inschrift: „Wir predigen den gekreuzigten Christus“, vermutlich nachträglich eingefügt, Turm über rechteckigem Grundriss, polygonal fortgesetzt mit Pyramidenhelm und abschließendem Kreuz, Beispiel des Historismus (neogotische und neoromanische Stilelemente), rote glasierte Ziegel, im Inneren: schlichter Altarraum, über der Kanzel Wandmalerei. Pfarrhaus: rechteckiger Grundriss, zweigeschossig, Klinkerfriese, bezeichnet an der Giebelseite 1906, ebenfalls mit farbigen Klinkern abgesetzt, Krüppelwalmdach, Schleppgaupe. Zwischen Kirche und Pfarrhaus nachträglicher Verbindungsbau mit Balkon, dies entstellend ohne Denkmalwert. | 09231590 |
|                                         | Ehemaliges Diakonat | Schloßparkstraße 48 (Karte)                        | 1857                                                    | Erstes Diakonat von Planitz, von ortsgeschichtlicher Bedeutung. Schlichter Putzbau über rechteckigem Grundriss, zweigeschossig, Porphyrgewände, Sockel Bruchstein, flach geneigtes Satteldach, im Wesentlichen original erhalten, Hauseingang seitlich, Überschlaggesimse an Fenstern. | 09231843 |
| Weitere Bilder                          | Einzeldenkmal der Sachgesamtheit Schlossberg Planitz: Pfarrhaus der Lukaskirche sowie Torbogen aus Bruchsteinen | Schloßparkstraße 50 (Karte)                        | 1836                                                    | Orts- und baugeschichtlich bedeutsamer Putzbau mit Einfriedungsrest (vermutlich des ehemaligen Schlossfriedhofes und der Schlosskirche) (siehe auch Sachgesamtheit – Obj. 09231685, Schloßplatz 1, 1a, 4, 5). Pfarrhaus: rechteckiger Grundriss, zweigeschossig, massiv, Putzbau mit aufgeputzten Gurt- und Fensterbankgesimsen, Krüppelwalmdach mit Biberschwanzdoppeldeckung, mittiger Hauseingang, Stichbogenportal Naturstein mit Schlussstein bezeichnet 1836. | 09231591 |
| Weitere Bilder                          | Einzeldenkmale in Sachgesamtheit Schlossberg Planitz: Zwei Steinsäulen mit Sandsteinvasen (am Parkeingang) und Teehaus im Schlosspark | Schloßplatz (Karte)                                | 1789 (Teehaus)                                          | Markantes, den Schlosspark prägendes Gebäude von ortsgeschichtlicher, baukünstlerischer und baugeschichtlicher Bedeutung (siehe auch Sachgesamtheit – Obj. 09231685, Schloßplatz 1, 1a, 4, 5). Geschichte des Schlossparkes: Um 1870 nach Plänen und unter Anleitung von C. E. A. Petzold, dem damaligen Gartendirektor und Vollender des bedeutenden, von Fürst Pückler 1815 begonnenen Landschaftsparkes in Muskau/Neiße, entstandene Parkanlage, Auftraggeber war Isolde von Arnim, die Parkerweiterung um etwa das zweifache der bisherigen Fläche (Schlossgarten) nach Osten konzipierte Petzold unter besonderem Bezug auf die vorhandenen Parkbauten – das Teehaus und die Gärtnereigebäude, das als Belvedere vermutlich 1789 durch die Familie von Arnim im damaligen Lustgarten errichtete Teehaus wurde, unter Einbeziehung der bereits vorhandenen Kastanienallee zwischen Schloss-/Parktor und Teehaus, zur Bezugsarchitektur des Parkes. Die denkmalpflegerische Zielstellung für den Schlosspark besteht in dessen Pflege, Erhaltung und schrittweise Wiederherstellung des Landschaftsgartens als Gesamtkunstwerk im Sinne seines künstlerischen Aufbaus am Ende des 19. Jahrhunderts mit dem im Grundaufbau weitgehend erhaltenem Gehölzbestand einschließlich der Kastanienallee und seiner gartenkünstlerischen Ausstattung sowie des Bezuges des Parkes zu seiner Umgebung. Teehaus (im Schlosspark): Das als Belvedere durch Hans Christoph von Arnim aus Anlass des 100-jährigen Familienbesitzes der Arnims im damaligen Lustgarten errichtete Teehaus wurde, unter Einbeziehung der bereits vorhandenen Kastanienallee zwischen Schloss-/Parktor und Teehaus, zur Bezugsarchitektur des Parkes. Das zweigeschossige, pavillonartige Teehaus auf achteckigem Grundriss ist ein für Zwickau einmaliger Vertreter des Rokoko in vereinfachter Form der Chinoiserie. Die letzte denkmalgerechte Instandsetzung erfolgte 1935. Massivbau vermutlich Bruchstein, verputzt, Sockel Naturstein, im Obergeschoss Umgang auf polygonalen Pfeilern ruhend, wahrscheinlich Beton, die Bögen über den Pfeilern aus Rabitz-Konstruktion (Gipswand mit Drahtnetzeinlage) hergestellt aus der Sanierungsphase um 1930, das Obergeschoss und der Umgang werden erschlossen durch eine zweiflügelige gewendelte Treppenanlage, Teehaus im Pagodenstil mit einem Pyramidenhelm und mittigem polygonalem Dachreiter ebenfalls von Pyramidenhelm bekrönt mit Kugel und Wetterfahne. | 09231449 |
| Weitere Bilder                          | Einzeldenkmal der Sachgesamtheit Schlossberg Planitz: Schloss (später Rathaus und Gymnasium) sowie Reste der Einfriedungsmauer im Westen der Schlossanlage | Schloßplatz 1 (Karte)                              | nach 1150 (Schloss)                                     | Repräsentative barocke vierflügelige Schlossanlage, lange Zeit im Besitz derer von Arnim, in sehr gutem Originalzustand, seit 1992 Gymnasium, von baugeschichtlicher, baukünstlerischer und stadtgeschichtlicher Bedeutung (siehe auch Sachgesamtheit – Objekt 09231685, Schloßplatz 1, 1a, 4, 5). Schloss Planitz, heute Clara-Wieck-Gymnasium. Bedeutende barocke Schlossanlage, unter Johann Georg von Arnim (1655–1721) errichtet. Die Burg Planitz um 1150 gegründet, nach Zerstörung durch die Schweden 1640 auf den alten Grundmauern durch die Familie von Arnim 1719 erneuert, bis 1923 in deren Besitz. Nahezu regelmäßige Vierflügelanlage mit zwei Wohn- und zwei Wirtschaftsflügeln. Die Wohnflügel zweigeschossig, mit betontem Mittelrisalit, Satteldach mit zwei Reihen stehender Gaupen zum Innenhof. Der dreiachsige, giebelbekrönte Mittelbau des Nordflügels auf der Südseite mit vorzüglicher Pilastergliederung, am Portal das Wappen derer von Arnim. Im Erdgeschoss Kreuzgratgewölbe, im 1. Obergeschoss z. T. Stuckdecken mit feinem Dekor und ein Festsaal über zwei Geschosse. Der Ostflügel in schlichteren Formen, mit Durchfahrt. (Dehio). Um 1150 als Burg Planitz gegründet, 1430 durch die Hussiten in Brand gesteckt, im August 1633 Quartier des kaiserlichen Generals Holk, nach verschiedenen Nutzungen (u. a. Rathaus, Unterkunft der Wismut, Ausbildungsstätte der Volkspolizei) seit 1992 nach umfassender denkmalgerechter Sanierung und Restaurierung von zwei Flügeln musisches Gymnasium Clara Wieck. | 09231146 |
| Weitere Bilder                          | Einzeldenkmal in Sachgesamtheit Schlossberg Planitz: Schlosskirche (mit Ausstattung) sowie Grabstätten der Fam. von Arnim sowie Reste der Einfriedung des Friedhofs und anschließender Torbogen auf der Kirchgasse | Schloßplatz 1 (neben) (Karte)                      | 1585–1588                                               | Ortsgeschichtlich und baukünstlerisch bedeutsames Ensemble (siehe auch Sachgesamtheit — Obj. 09231685, Schloßplatz 1, 1a, 4, 5). Hoch über der Stadt, auf dem Schlossberg in Zwickau/Planitz gelegene, dreischiffige Säulenbasilika über kreuzförmigem Grundriss mit 60 Meter hohem Westturm und flankierenden Treppentürmen. Die Wände der neogotischen Kirche wurden in Ziegelmauerwerk aufgeführt und mit Sandsteinquadern verblendet. Das fünfjochige Langhaus mit Kreuzrippengewölbe besitzt die gleiche Breite wie der Chorraum, der polygonal abschließt. Das nach Entwürfen des in Zwickau geborene Architekten und Baumeister Gotthilf Ludwig Möckel (1838–1915), der als Baumeister zahlreicher vor allem neogotischer Kirchen in Deutschland nationale Bedeutung erlangte, geschaffene Bauwerk, besticht vor allem durch seine gewissenhafte Durchbildung aller Bauglieder, die sich zu einer harmonischen Einheit fügen. Als frühes Beispiel neogotischen Kirchenbaus in Sachsen und als erster Kirchenbau des bedeutenden deutschen Baumeisters und Architekten Gotthilf Ludwig Möckel kommt der Lukaskirche eine überregionale baugeschichtliche Bedeutung zu. Die reiche zeittypische Ausstattung lässt diese aufwendig gestaltete neogotische Basilika zum Gesamtkunstwerk von nationalem Rang werden. Durch die dominante Lage wird der Kirchenbau zugleich zur Landmarke der Stadt Zwickau. Seit 1968 ungenutzt und dem Verfall preisgegeben, seit 1991/92 trugen Sicherungsarbeiten zur Erhaltung und schrittweise Wiederherstellung dieses einzigartigen Beispiels neogotischen Kirchenbaus in Sachsen bei, die jedoch noch nicht abgeschlossen werden konnten. So steht die Notsicherung des Turmes noch aus, der als integraler Bestandteil des Gesamtbauwerkes und als bedeutende Landmarke der Stadt Zwickau unverzichtbar ist. Neogotische Säulenbasilika von überregionaler baugeschichtlicher und baukünstlerischer Bedeutung als Frühwerk des deutschen Architekten und Baumeister Gotthilf Ludwig Möckel und als exemplarisches Beispiel neogotischen Kirchenbaus in Sachsen und in Deutschland. Durch die anspruchsvolle architektonische Gestaltung und die reiche zeittypische Ausstattung erlangt das Bauwerk zudem überregionale baukünstlerische Bedeutung. (LfD/2008). Am 28. September 1519 Grundsteinlegung zur St.-Niklas-Kapelle neben dem Schloss – nach deren Abbruch Bau der Schlosskirche 1585–88 unter dem damaligen Schlossherren Joachim von Beust (am 16. Oktober 1588 geweiht): die rechts vom Altar befindliche ehemalige Patronatsempore (ursprünglich mit der Sandsteinbrüstung abschließend) hatte direkte Verbindung zum Schloss und war den Schlossherren vorbehalten, von 1689 an waren die von Arnims die Schlossherrschaft und ließen 1719 die Schlosskirche erneuern. Der 1640 durch schwedische Reiter zerstörte Kirchturm wurde im Jahre 1653 wieder aufgebaut. Besonders hervorzuheben der Epitaph-Altar von Samuel Lorentz, der Taufstein und die Kanzel sowie die Felderdecke mit alt- und neutestamentlichen Darstellungen von 1589. Zwei wertvolle schmiedeeiserne Tore, 1945–1946 ernüchternde, aber konservierende Erneuerung durch die Methodistenkirche. Bedauerlicher Verlust des alten Orgelwerkes (barocker Prospekt). Seit 1968 wieder Gottesdienstkirche der Lukaskirchgemeinde, seit 1981 kontinuierliche Erhaltungs- und Restaurierungsmaßnahmen, vor allem im Innenraum. Auf dem alten Schlossfriedhof marmorne Grabstätten der Isolde, des Alexander und des Heinrich von Arnim. Leider sind die Bronzebuchstaben entwendet worden. Arnim’scher Friedhof: mit Einfassung, die Einfassung Sachgesamtheitsteil, Grabstättenzahl acht Grabmale, davon sieben liegende Steine (Erbbegräbnisse) und ein aufrecht stehendes Kreuz, grob behauener Naturstein mit Blumenkranz umwunden. | 09231147 |
| Direkt Bild zu diesem Denkmal hochladen | Sachgesamtheit Schlossberg Planitz, bestehend aus den Einzeldenkmalen: Schloss (siehe Einzeldenkmal Schloßplatz 1 – Obj. 09231146), Schlosskirche sowie acht Grabmale, Friedhofsmauerreste auf dem Arnim’schen Friedhof und anschließender Torbogen auf der Kirchgasse (siehe Einzeldenkmal Schloßplatz neben Nr. 1 – Obj. 09231147), zwei Steinsäulen mit Sandsteinvasen am Parkeingang und Teehaus im Schlosspark (siehe Einzeldenkmale Schloßplatz bei Nr. 5 – Obj. 09231449), Kutscherhaus (siehe Einzeldenkmal Schloßplatz 5 – Obj. 09231450), Lukaskirche (siehe Einzeldenkmal Schloßplatz 4 – Obj. 09231149), Pfarrhaus der Lukaskirche (siehe Einzeldenkmal Schloßparkstraße 50 – Obj. 09231591), Wohnhaus (siehe Einzeldenkmal Schloßplatz 2 – Obj. 09231148), Friedhof Planitz (siehe Einzeldenkmale Friedhofstraße 1 – Obj. 09231447) sowie dem Schlosspark (Gartendenkmal) und den Sachgesamtheitsteilen: Gärtnereigebäude und Orangerie im Schlosspark sowie Arnim’scher Friedhof sowie Wohnhaus, ursprünglich Schule und Kantorat (Kirchgasse 7, als Einzeldenkmal vor 2009 gestrichen) | Schloßplatz 1; 1a; 4; 5 (Karte)                    | nach 1150 (Rittergut und Schloss)                       | Komplex baulicher und gärtnerischer Anlagen von baukünstlerischer, gartenkünstlerischer, ortsgeschichtlicher und landschaftsprägender Bedeutung. Das insbesondere durch das 16., 18. und 19. Jahrhundert geprägte Planitzer Schlossbergensemble als kulturhistorisch hervorragendes Denkmal mit Gebietscharakter umfasst folgende Bestandteile: Schloss, Schlosskirche, Arnim’scher Friedhof mit 8 Grabmalen, Schlosspark und Lukaskirche. Über Jahrhunderte wirtschaftlicher und kultureller Mittelpunkt des Ortes Planitz. Während Schloss und Park vielfache Beziehungen zur nahen Umgebung auszeichnen, bildet der Lukaskirchturm einen weithin sichtbaren Bezugspunkt für den Landschaftsraum zwischen Wildenfels und Ebersbrunn. Sachgesamtheitsteile: 1. Schlossgärtnerei: quadratischer Grundriss, eingeschossiger Putzbau, Ziegelmauerwerk mit Drempel, Walmdach, mit Biberschwanzdoppeldeckung, zweiachsigem Dacherker ebenfalls mit Walmdach, stark geschädigt, Dach teilweise offen, ursprünglich mit mittigem Schornstein, dieser nicht erhalten. 2. Orangerie: eingeschossiger Putzbau, teilweise mit zugesetzter Fensteröffnung, Walmdach mit Biberschwanzdoppeldeckung. 3. Ehemalige Schule und Kantorat: 1846 richtete man in der Nähe des Schlosses die erste Schule ein. Die sogenannte Kirchenschule wurde von einem Lehrer und einem Hilfslehrer betreut. Streichung als Einzeldenkmal: Haus komplett überformt, wenig vom alten Diakonat erkennbar, Einzeldenkmale: - Kutscherhaus im Schloßpark: siehe Text Objekt 09231150, Schloßplatz 5 - Teehaus im Schlosspark: siehe Text obj 09231449, Schloßplatz nahe 5, - Lukaskirche: siehe Text Objekt 09231149, Schloßplatz 4 - Schloss: siehe Text Objekt 09231146, Schloßplatz 1 - Schlosskirche und acht Familiengräber auf dem Arnim’schem Friedhof: siehe Text Objekt 09231147, Schloßplatz 1a, Grabstätte Fam. von Arnim - Torbogen am Kirchgässchen: siehe Text Objekt 09231473, Kirchgasse, neben Nummer 7 - Pfarramt der Lukaskirche sowie Torbogen: siehe Text Objekt 09231591, Schloßparkstraße 50 - Wohnhaus, ursprünglich Gasthof, ehem. Steigerhaus: siehe Text Objekt 09231148, Schloßplatz 2 - Friedhof Planitz: siehe Text Objekt 09231447, Friedhofstraße 1 Schlosspark (Gartendenkmal): Um 1870 nach Plänen und unter Anleitung von C. E. A. Petzold, dem damaligen Gartendirektor und Vollender des bedeutenden, von Fürst Pückler 1815 begonnenen Landschaftsparkes in Muskau/Neiße, entstandene Parkanlage, Auftraggeber war Isolde von Arnim, die Parkerweiterung um etwa das zweifache der bisherigen Fläche (Schlossgarten) nach Osten konzipierte Petzold unter besonderem Bezug auf die vorhandenen Parkbauten – das Teehaus und die Gärtnereigebäude, das als Belvedere vermutlich 1789 durch die Familie von Arnim im damaligen Lustgarten errichtete Teehaus wurde, unter Einbeziehung der bereits vorhandenen Kastanienallee zwischen Schloss-/Parktor und Teehaus, zur Bezugsarchitektur des Parkes. Die denkmalpflegerische Zielstellung für den Schlosspark besteht in dessen Pflege, Erhaltung und schrittweise Wiederherstellung des Landschaftsgartens als Gesamtkunstwerk im Sinne seines künstlerischen Aufbaus am Ende des 19. Jahrhunderts mit dem im Grundaufbau weitgehend erhaltenem Gehölzbestand einschließlich der Kastanienallee und seiner gartenkünstlerischen Ausstattung sowie des Bezuges des Parkes zu seiner Umgebung. (Weitere Informationen siehe unter „Denkmalbegründung“.) | 09231685 |
| Weitere Bilder                          | Einzeldenkmal o. g. Sachgesamtheit Friedhof Planitz: Kirche mit Kirchenausstattung (siehe auch Sachgesamtheit – Obj. 09303143, Friedhofstraße 1) | Schloßplatz 4 (Karte)                              | 1873–1876                                               | Weithin sichtbare, dreischiffige Säulenbasilika mit hohem Westturm, bedeutsames Beispiel historistischer Kirchbaukunst, von städtebaulicher und baugeschichtlicher Bedeutung, als anspruchsvoll gestalteter Bau und Werk Gotthilf Ludwig Möckels zudem künstlerisch wertvoll. Aufwendige neugotische Basilika von erheblichen Ausmaßen, 1873–76 nach den Plänen von Gotthilf Ludwig Möckel errichtet, mit einer durch Höhenlage weithin sichtbaren Turmspitze. Von 1968 an ungenutzt, seit 1991 Sicherungsarbeiten und schrittweise Wiederherstellung. Kreuzförmiger Sandsteinbau mit Fünfachtel-Chorschluss und hohem Westturm, dieser, wie das Querhaus, mit flankierenden Treppentürmen. Polygonale zweigeschossige Erweiterungen in den Kreuzarmzwickeln, eingeschossig die fünfseitige Sakristei an der Ostseite des Chores. Dem Turm vorgelagert eine zweigeschossige Vorhalle. Großes Walmdach, die Türme mit polygonalen Pyramidendächern. Dreischiffige Säulenbasilika, das Langhaus fünfjochig, im Osten Querhausjoch und der um drei Stufen erhöhte Chor mit Vorjoch in Mittelschiffbreite, Kreuzrippengewölbe, die Vierung mit Sterngewölbe. In den Kreuzarmen Emporen, im Westen Orgelempore. – Ausstattung aus der Erbauungszeit, Altar, Kanzel und Taufe in Sandstein. Altarrelief mit der Heilung des Gichtbrüchigen von Oskar Rassau, Dresden. – Buntglasfenster und die heute zerstörte Kanzelbemalung von Karl Christian Andreae, Dresden. – Orgel von E. F. Walcker, Ludwigsburg (Baden-Württemberg). (Dehio Sachsen II, 1996, S. 1105/1106) Frühes und typisches Beispiel der Neogotik, nach Entwurf des Zwickauer Architekten und Baumeister G. L. Möckel 1872–1876 erbaut. G. L. Möckel (1838–1915) wurde in Zwickau geboren und studierte in Hannover. Als Architekt erlangte er für die sächsische Architekturgeschichte herausragende Bedeutung. Dreischiffige, über kreuzförmigem Grundriss aus Sandsteinquadern errichtete Säulenbasilika mit 60 m hohem Westturm und flankierenden Treppentürmen, fünfjochiges Langhaus mit Kreuzrippengewölbe, Chor polygonal abschließend, niedrigere Seitenschiffe und eingeschossige Sakristei polygonal abschließend hinter dem Chorraum, dem Turm vorgelagert zweigeschossige Vorhalle, vor den Wänden des 16 m hohen Mittelschiffes abgetreppte Strebepfeiler. Seit 1968 ungenutzt und dem Verfall preisgegeben, seit 1991/1992 Beginn von Sicherungsarbeiten zur Erhaltung und schrittweisen Wiederherstellung dieses einzigartigen Beispiels neogotischen Kirchenbaus in Sachsen. | 09231149 |
| Weitere Bilder                          | Einzeldenkmal der Sachgesamtheit Schlossberg Planitz: Wohnhaus, ehemals Fronfeste, dann Kutscherhaus des Schlosses Planitz | Schloßplatz 5 (Karte)                              | vor 1850                                                | Eingeschossiger spätbarocker Putzbau in sehr gutem Originalzustand, von baugeschichtlichem und ortsgeschichtlichem Wert (siehe auch Sachgesamtheit – Obj. 09231685, Schloßplatz 1, 1a, 4, 5). Am 14. Mai 1856 übernahm das Amtsgericht Zwickau die Planitzer Gerichtsbarkeit. Bis 1857 diente die Fronfeste noch als Gefängnis für die sechs Amtsdörfer und war noch lange Zeit mit den alten Schließeisen versehen. Ausrufungen von Nachrichten erfolgten zwischen Fronfeste und Schloss auf dem Vorplatz. Eingeschossiger, 4×2-achsiger Putzbau mit Natursteinfenstergewänden mit jeweils einer Hohlkehlung und Fensterläden, mittigem Hauseingang mit Stichbogenportal und Schlussstein, Satteldach mit halbem Schopf, Biberschwanzdoppeldeckung, fünf Fledermausgauben, zweireihig angeordnet, hoher stadtgeschichtlicher und baugeschichtlicher Wert. | 09231150 |
| Direkt Bild zu diesem Denkmal hochladen | Wohnhaus in offener Bebauung (im Inneren mehrere Bleiglasfenster), sowie Pforte und Einfriedung | Schmiedsgasse 6 (Karte)                            | 1937                                                    | Zeittypisches Einfamilienhaus in gutem Originalzustand von baugeschichtlichem Wert. Wohnhaus: Bleiglasfenster mit Schwarzlotmalerei und Butzenscheiben – vermutlich Spolien aus einer Kirche, eingeschossiger Putzbau über rechteckigem Grundriss, Giebel verbrettert, Sockel Bruchstein, ein Rundbogenfenster, ansonsten Rechteckfenster, teilweise Fensterläden, Eingangsvorbau mit Schleppdach und Türeinfassungen, Tür mit diagonaler Verbretterung, originale Gitter aus der Erbauungszeit, Satteldach, Schieferdeckung, Einfassungsmauer Bruchstein sowie Pforte Bruchstein. | 09230686 |
| Direkt Bild zu diesem Denkmal hochladen | Wohnhaus in offener Bebauung mit Garten, ursprünglich Sommerhaus, zum Wohnhaus erweitert | Stenner Straße 75 (Karte)                          | 1939                                                    | Typisches Holzhaus 1930er-Jahre in sehr gutem Originalzustand, von baugeschichtlichem Wert. Breit gelagert auf annähernd rechteckigem Grundriss, hohes Sockelgeschoss Naturstein, die Fenster mit originaler Vergitterung, das Erdgeschoss Holzkonstruktion mit waagerechter Verschalung, kleiner polygonaler Holzerker, hohes Walmdach mit Schieferdeckung, dort auch Dacherker, der Garten waldparkähnlich ohne weitere Gestaltungselemente. | 09231845 |
|                                         | Ehemaliges Postamt, später Rathaus, heute Wohnhaus | Wilhelm-Stolle-Platz 1 (Karte)                     | 1891                                                    | Repräsentativer, städtebaulich markanter Klinkerbau von baugeschichtlichem und ortsbildprägendem Wert. Auf platzartig erweitertem Straßenabzweig markant stehender, dreigeschossiger Klinkerbau in offener Bebauung, Sockel Polygonmauerwerk, die Fassade ist verkleidet mit roten Klinkerverblendern, zum Platz hin zweiachsiger Mittelrisalit, leicht vorspringend in den Dachraum hineinragend (viergeschossig) mit helmartiger Bekrönung sowie Uhr, diese Gaube mit Uhr wird flankiert von kannelierten Pfeilern und bekrönt von Segmentbogengiebel mit Obelisk, die Fassade schlicht, nur geprägt durch die regelmäßige Reihung der Fenster, Natursteineinfassungen der Fenster sowie waagerechte Fensterverdachungen bzw. Dreieckgiebelverdachungen, Fenster alle erneuert, Mansardwalmdach mit einzelnen Gaupen mit Schleppdach, zeitweise Rathaus (ab 1924). | 09231161 |